# Kenworth W900
El Kenworth W900 es una gama de camiones de cabina convencional que produce el fabricante de camiones estadounidense, Kenworth. El W900, reemplaza a la gama de la Serie 900, se produce como un camión con cabina convencional de clase 8 principalmente para uso carretero. La «W» en la designación hace referencia al apellido Worthington, uno de los dos fundadores de Kenworth. actualmente, el W900 se encuentra en su tercera generación.
En su lanzamiento, el W900 se presentó junto con el K100 COE. A medida que se expandió la línea, el W900 se convirtió en el «buque insignia», con su cabina utilizada en otras familias de modelos. A lo largo de su producción, el W900 ha competido contra una amplia variedad de líneas de modelos; entre los conductores propietarios-operadores, el W900 creó una rivalidad con el Peterbilt 379 (de Peterbilt, division gemela de Kenworth en Paccar) y su sucesor, el Peterbilt 389. La línea de modelos también sigue siendo una base popular para la personalización de camiones, dónde son modificado y se agregan molduras cromadas, ruedas, iluminación y pintura adicionales.
Actualmente, se produce el W900L en la planta en Renton, Washington. En 2018, se presentó el W990 como un «buque insignia» completamente nuevo, introducido gradualmente para reemplazar los modelos de capó más corto de la línea W900.

## Antecedentes
En 1956, Kenworth presentó la Serie 900 de camiones, en reemplazo de la Serie 500 presentada en 1939. Al igual que su predecesora, la Serie 900 compartía el chasis de la cabina sobre camión de Kenworth, reemplazando el Kenworth COE "Bullnose" por el Kenworth K100. Como antes, un capó "mariposa" de apertura lateral era estándar, pero un capó de fibra de vidrio inclinable hacia adelante se convirtió en una opción por primera vez.
En 1961, Kenworth presentó el W900 convencional como reemplazo de la Serie 900. Como parte de varios cambios de diseño importantes, la cabina se rediseñó por completo, elevando la altura del techo y las ventanas de la cabina y montando los dos paneles del parabrisas juntos. Para permitir una mejor refrigeración del motor, el radiador se ensanchó ligeramente y el capó inclinable se convirtió en estándar. Si bien los faros delanteros permanecieron montados en los guardabarros, las carcasas se colocaron en los guardabarros.

## Generaciones y variantes

### W900 (1961–1964)
A diferencia de los modelos de las Series 900 y 500, la cabina introdujo puertas de "estilo mamparo" (con bisagras de longitud completa). Otro cambio fue que el panel del techo pasó de ser de metal a fibra de vidrio. Funcionalmente era diferente, pero el W900 mantuvo las ventanas de ventilación de estilo ancho, con manijas de las puertas montadas debajo de las ventanas, similar a la Serie 900.

### W900A (1965–1982)
En 1965, el W900 sufrió su primer cambio importante y pasó a llamarse W900A. Para dar cabida a motores diésel más grandes, el capó más largo se alargó varios centímetros para aumentar aún más el tamaño del radiador. Para 1972, se cambiaron las puertas del W900, y el modelo adaptó ventanas más grandes y, en consecuencia, ventanas de ventilación más estrechas; para facilitar su uso, las manijas de las puertas se reposicionaron en la parte inferior de las puertas y se cambiaron de una configuración de estilo palanca a una de estilo tirador. En 1973, se cambió la insignia de Kenworth, con un emblema de parrilla y una insignia de capó rediseñados. En 1974, se introdujo una litera doble con techo plano de 60 pulgadas como opción de fábrica.
En 1976, Kenworth presentó la cabina dormitorio Aerodyne para el W900A. Distinguida por los tragaluces gemelos, Aerodyne fue la primera cabina dormitorio fabricada en fábrica con techo elevado.
Después de la introducción del W900B en 1982, el W900 continuó su producción bajo Kenmex, filial mexicana de Kenworth, adoptando los faros rectangulares de este último modelo.

### W900B (1982–actualidad)
En 1982, el W900A tuvo un rediseño y se convirtió en el W900B. Aunque la actualización se distinguió principalmente por la introducción de faros rectangulares (los faros redondos se mantuvieron como opcionales), el camión sufrió cambios internos sustanciales. Para adaptarse a los cambios en la refrigeración del motor y el escape, se elevó la línea del capó, lo que requirió que la cabina se montara más arriba en el bastidor. Se introdujeron nuevos componentes eléctricos modulares, una cabina y literas completamente nuevas, un nuevo bastidor y muchas otras características que reemplazaron o actualizaron las características del modelo pasado.
Desde su introducción en 1982, el W900B se ha ampliado a una serie de tres vehículos. En 1987, se introdujo el W900S como un vehículo convencional para servicio severo, adoptando el capó inclinado del T800. En 1990, se introdujo el W900L como una variante de capó extendido del W900B (aumentando de 120 a 130 pulgadas). Inicialmente producido como una edición limitada (para conmemorar la aparición del modelo W900B en Licencia para matar), el W900L se convirtió en un vehículo de producción completa. Compitiendo contra el Peterbilt 379 y el International 9300, el W900L se convirtió en uno de los modelos más populares de Kenworth.
Tras la introducción de las variantes W900S y W900L, se han realizado varios cambios funcionales en el W900B (junto con cambios en el tren motriz para cumplir con los estándares de emisiones actualizados). A fines de 1994, el W900B/900L recibió la configuración AeroCab/Aerodyne 2 como opción (compartida con el T600B). La configuración Aerocab presentaba un techo elevado y un parabrisas curvo de ancho completo (en configuraciones de una o dos piezas), el parabrisas plano de dos piezas permaneció disponible en las cabinas diurnas de configuración estándar. Como opción, se introdujo una configuración BBC extendida para las cabinas diurnas (resultado del diseño de techo elevado). La configuración Studio Sleeper de 86 pulgadas se introdujo en 1998, en ese momento, una de los dormitorios más grandes producidos desde fábrica. En 2006, el W900S recibió un parabrisas curvo como opción por primera vez.
En 2020, Kenworth comenzó a reducir la línea de modelos y puso fin a la producción del W900S (reemplazado por el W990 y el T880S). El W990, que comparte su cabina más ancha con el T680/T880, es un diseño completamente nuevo que se distingue del W900. Los modelos W900B y W900L con capó extendido siguen en producción. Junto con el W900B y el L, los modelos de cabina B que siguen en producción son el camión de servicio muy pesado C500 (Brute) y el camión todoterreno de transporte pesado extremo 963 (2005–presente). 

#### Configuraciones de dormitorio
- 86 en Aerocab Aerodyne Studio Sleeper (218.44 cm)
- 72 en Aerocab Flattop o Aerodyne (182.88 cm)
- 62 en Aerocab Flattop o Aerodyne (157.48 cm)
- 38 en Aerocab Flattop Sleeper (91.44 cm)
- 42 en Modular Flat-top (106.68 cm)

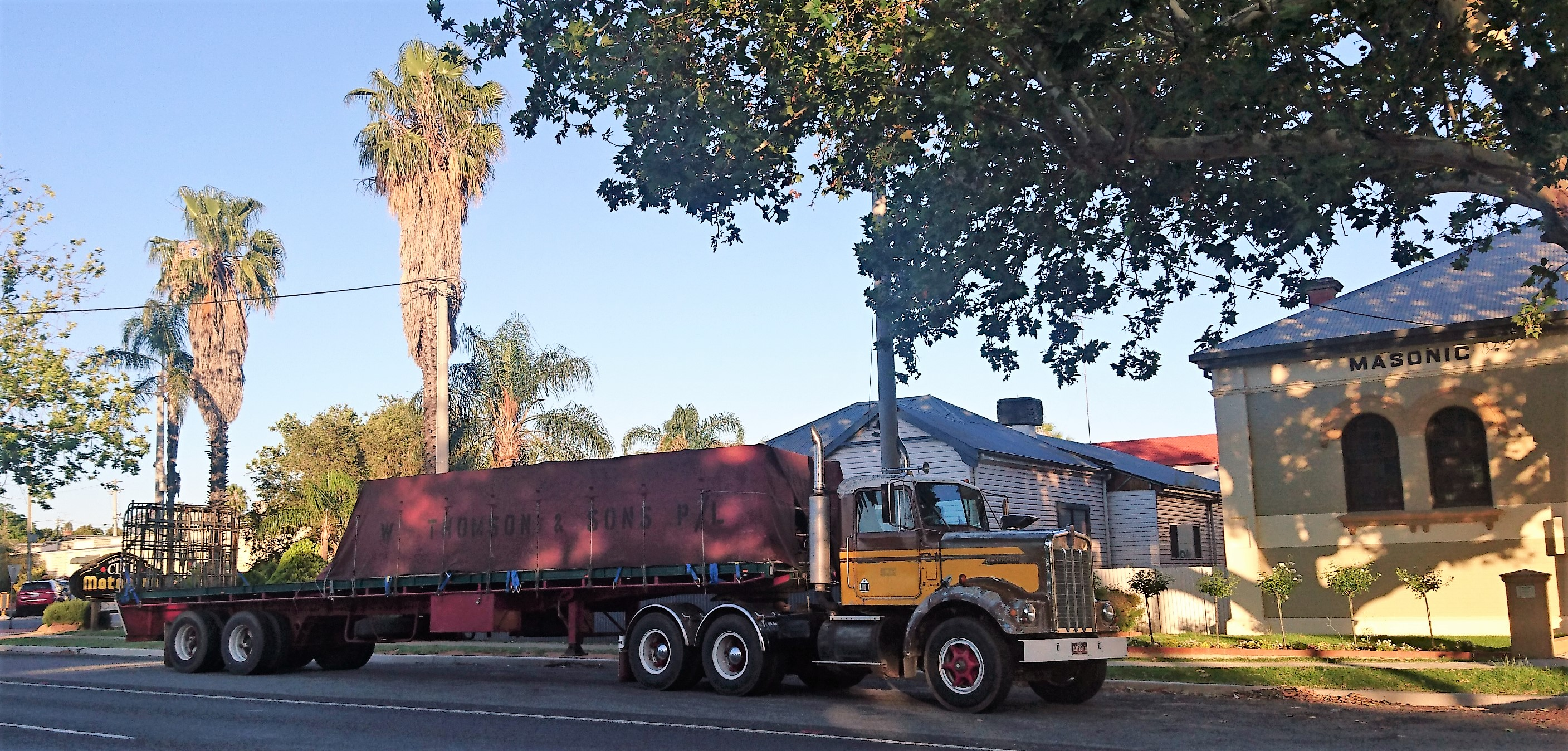
un W900 anterior a 1967 (nueva configuración de puertas)
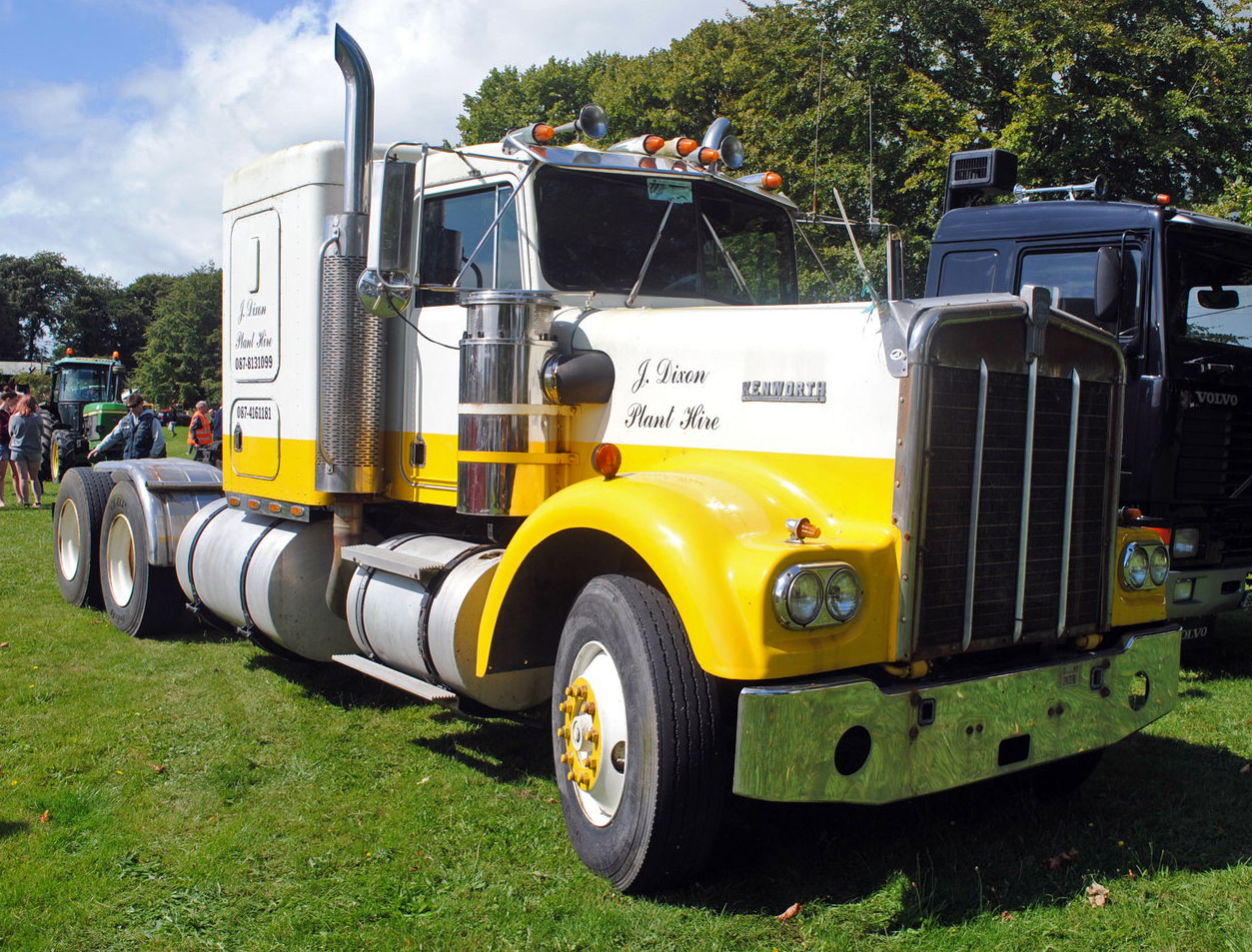
un W900A de 1972
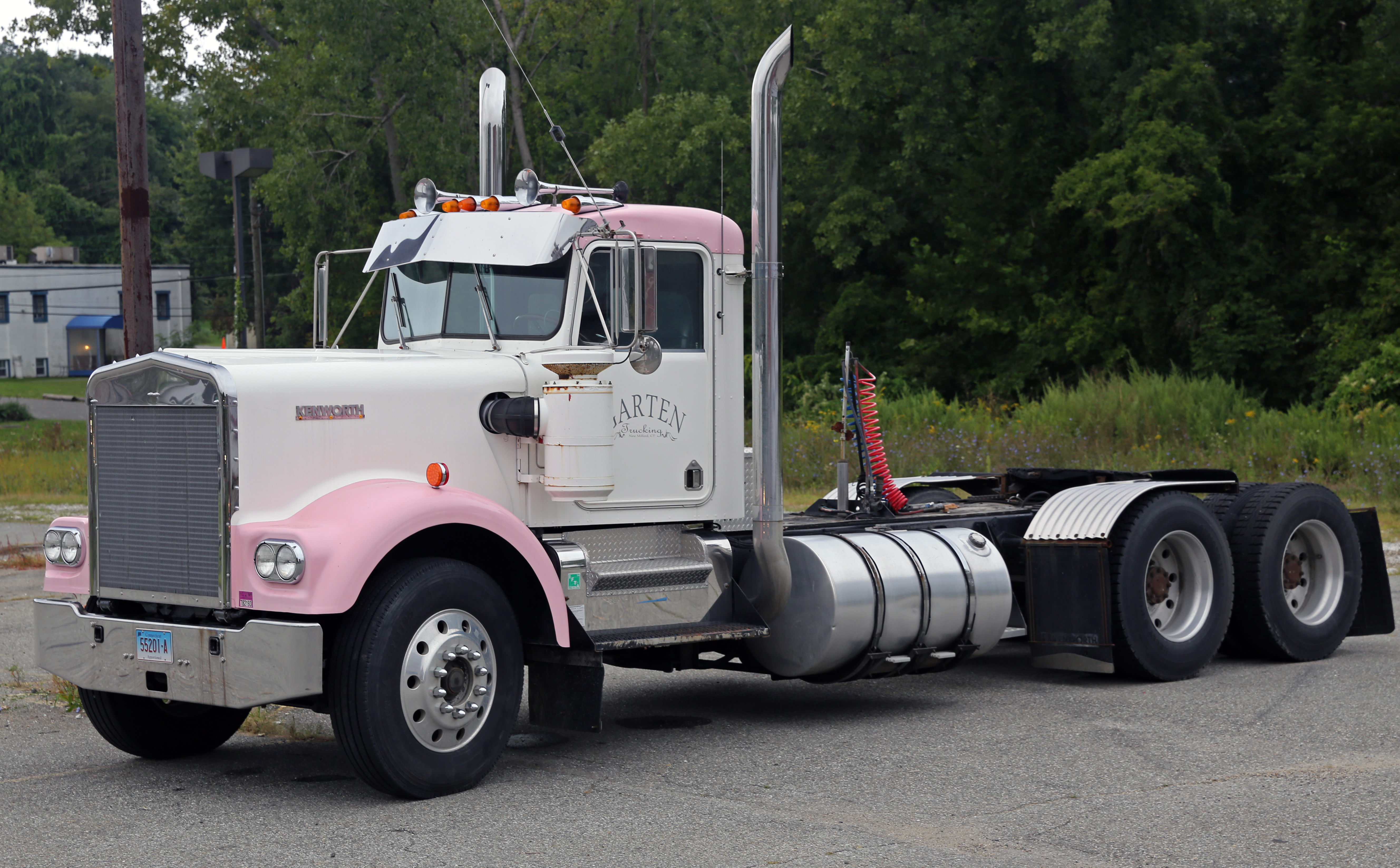
un W900A cabina corta de 1973–1982
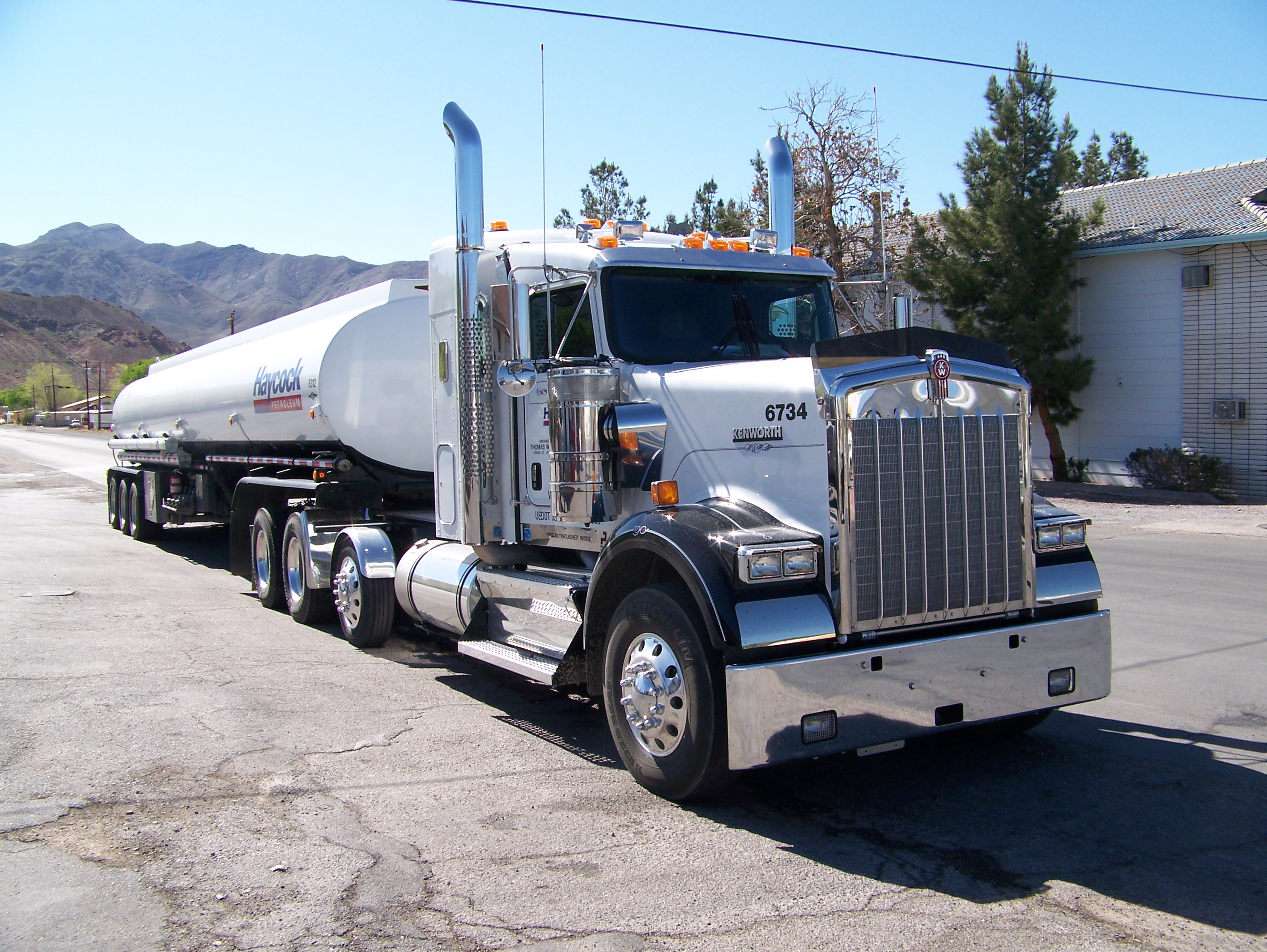
un W900B Aerocab con cabina de dormitorio y techo bajo de principios de la década de 2000
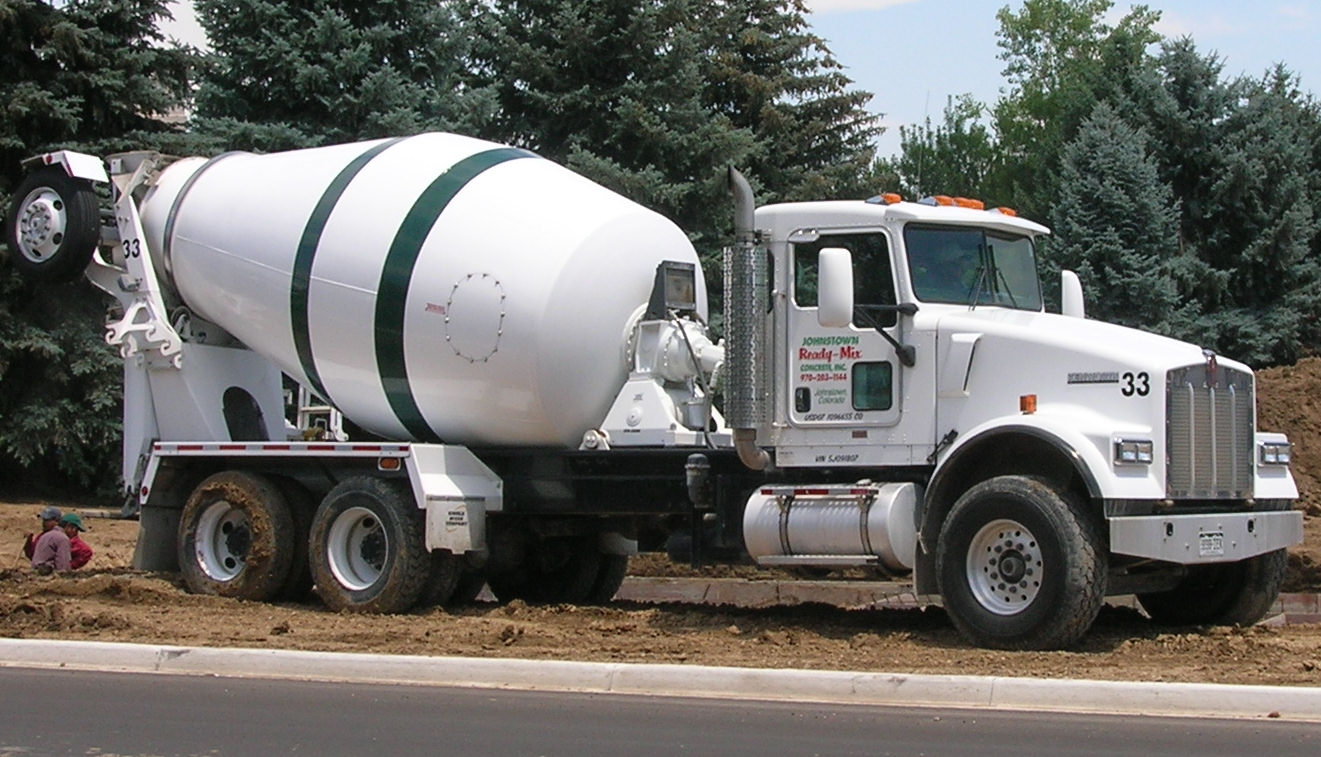
un W900S anterior al 2006
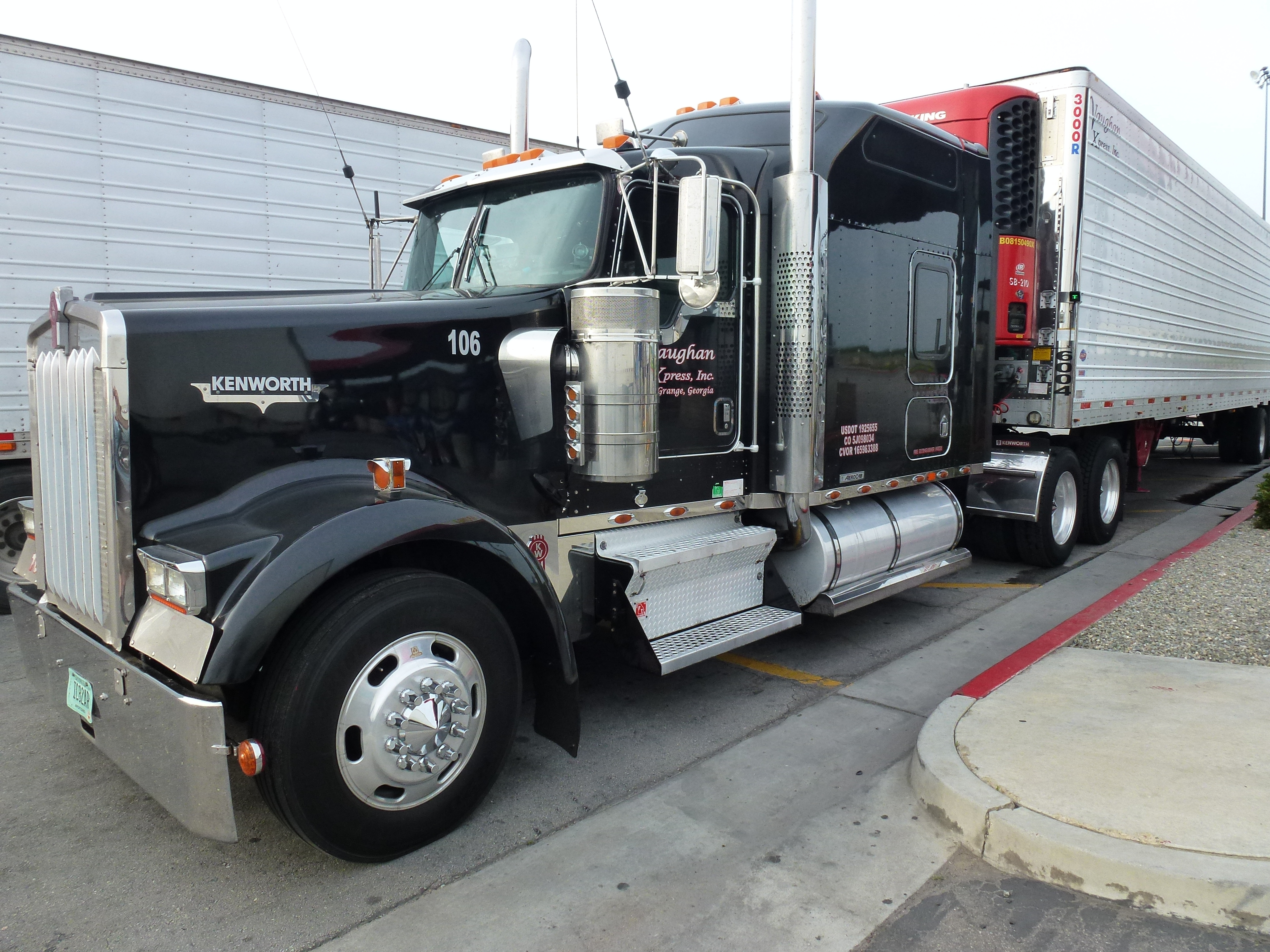
un W900L con cabina Aerodyne Studio Sleeper

### C500 (1972–actualidad)
El C500, presentado en 1972, se comercializa casi exclusivamente en configuraciones para servicio pesado. El C500 comparte cabina con el W900 (A y B, respectivamente) y utiliza un chasis específico para el modelo, que se ofrece con múltiples configuraciones de ejes (incluidas versiones con ejes de dirección gemelos).

### 963 (2005–presente)
Introducido en 2005, el 963 es el camión más grande jamás producido en serie por Kenworth (reemplazando al 953 de 1958–2004, el vehículo final de la Serie 900). El 963, que comparte (solamente) su cabina con el W900, es un vehículo 6x6 desarrollado exclusivamente para uso todoterreno de transporte pesado (principalmente para yacimientos petrolíferos en el desierto), con la capacidad de remolcar hasta 500,000 libras.

### T600 (1985–2007)
Introducido en 1985, el Kenworth T600 es el primer camión que incorpora un diseño aerodinámico mejorado a la producción, incluyendo un capó inclinado, una carrocería inferior con faldón y una carrocería que integra estrechamente los guardabarros delanteros y el parachoques. El T600 utilizó la cabina y el bastidor del W900B, para acomodar el capó inclinado (que incluía filtros de aire montados) y parachoques más grandes, el chasis adoptó una configuración de eje delantero retrasado. Además de reducir su radio de giro en casi un 25%, el ahorro de combustible del T600 se redujo en más del 20% (en comparación con un W900 con un tren motriz similar). Comercializado junto con el W900 durante toda su producción, Kenworth haría que la versión final del T600 fuera más de un 25% más elegante que el original.
En respuesta al éxito del T600 (que en 1986 se había convertido en casi la mitad de la producción de Kenworth), otros fabricantes de camiones estadounidenses introdujeron sus propios camiones de carretera Clase 8 mejorados aerodinámicamente, y el T600 enfrentó la competencia del Ford Aeromax, el International 9400 y el Peterbilt 377 a fines de la década de 1980, junto con el Peterbilt 372 y los Freightliner Argosy.
Después del T600, Kenworth presentó una amplia variedad de camiones con capó inclinado basados en el T600 y el W900, incluido el camión regional T400, el camión de servicio pesado T800 y los camiones de servicio mediano (el T300, seguido por el T170/T270/T370/T470). Si bien presenta cambios en la carrocería delantera, la suspensión y el bastidor, el Kenworth T660 del 2008–2017 (que reemplazó al T600) comparte una cabina/dormitorio con su predecesor y el W900.

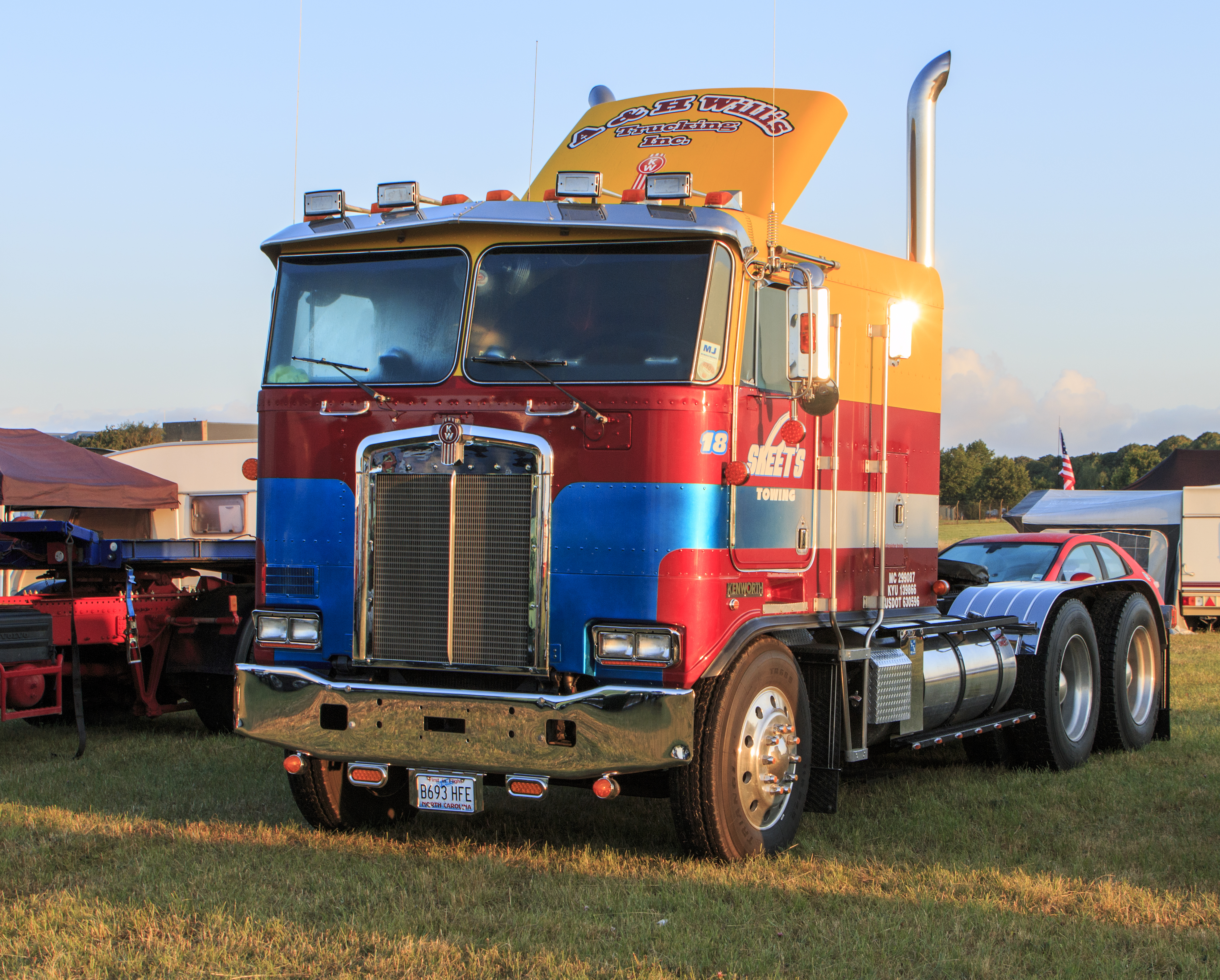
un K100E de los 90
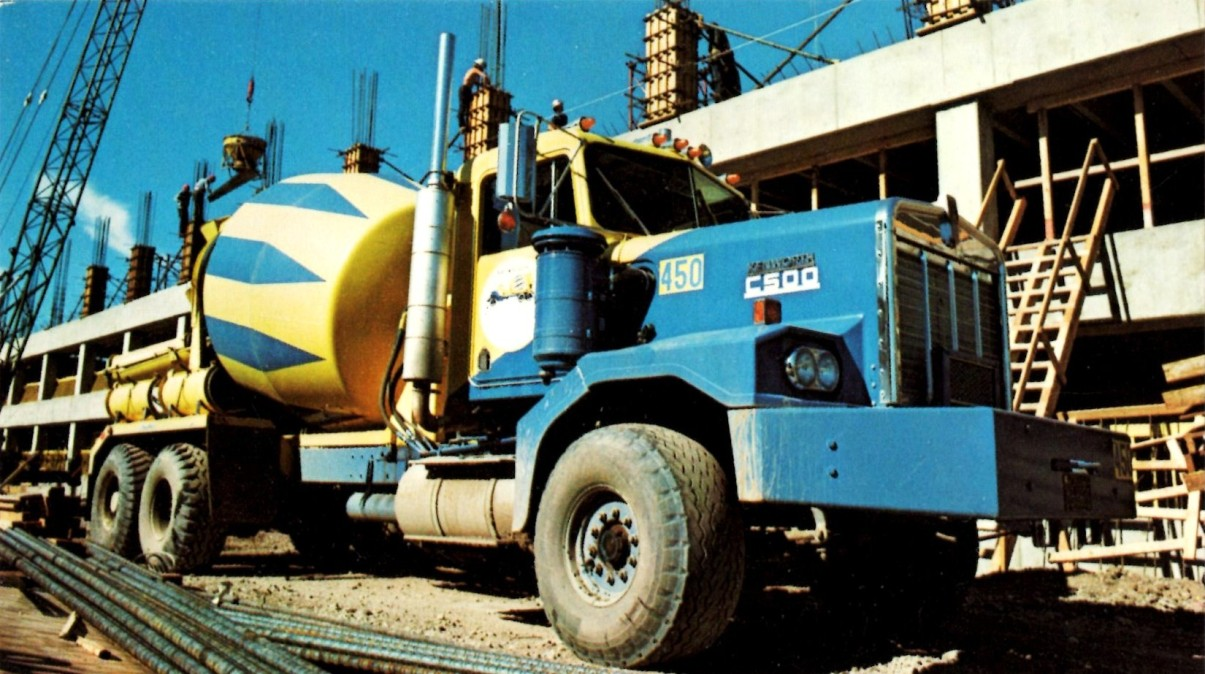
un Kenworth C500 mezclador de cemento
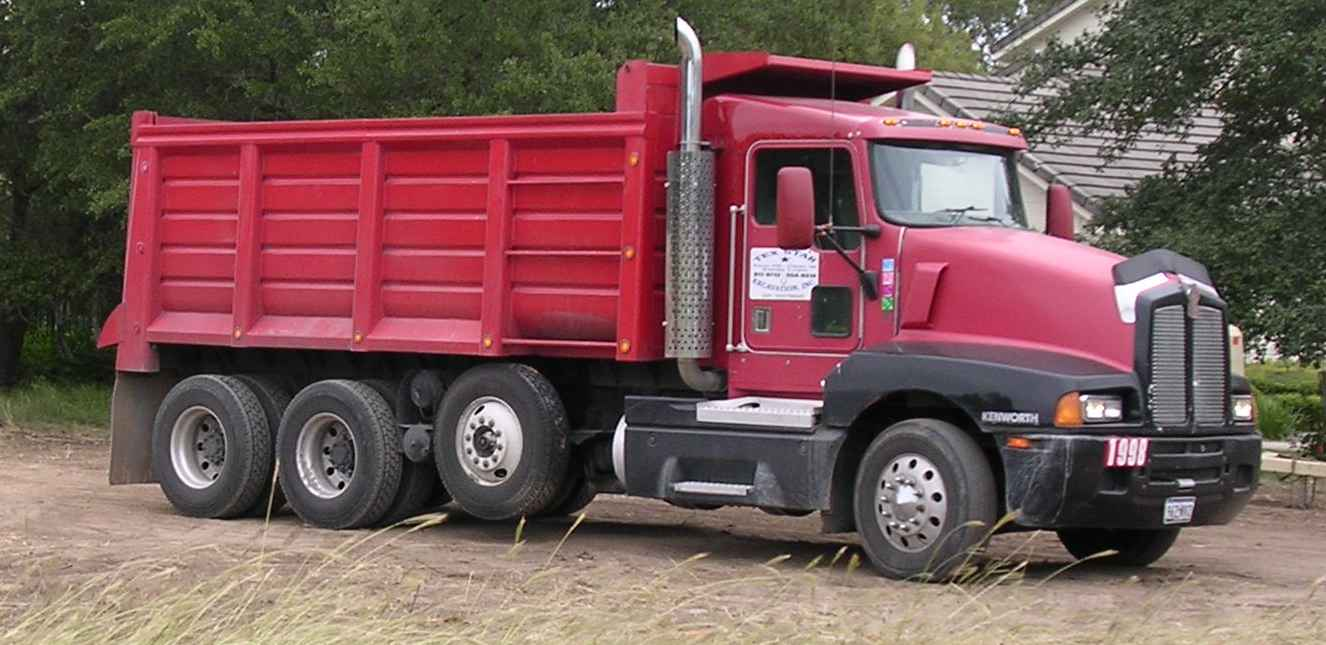
un Kenworth T600B volqueta
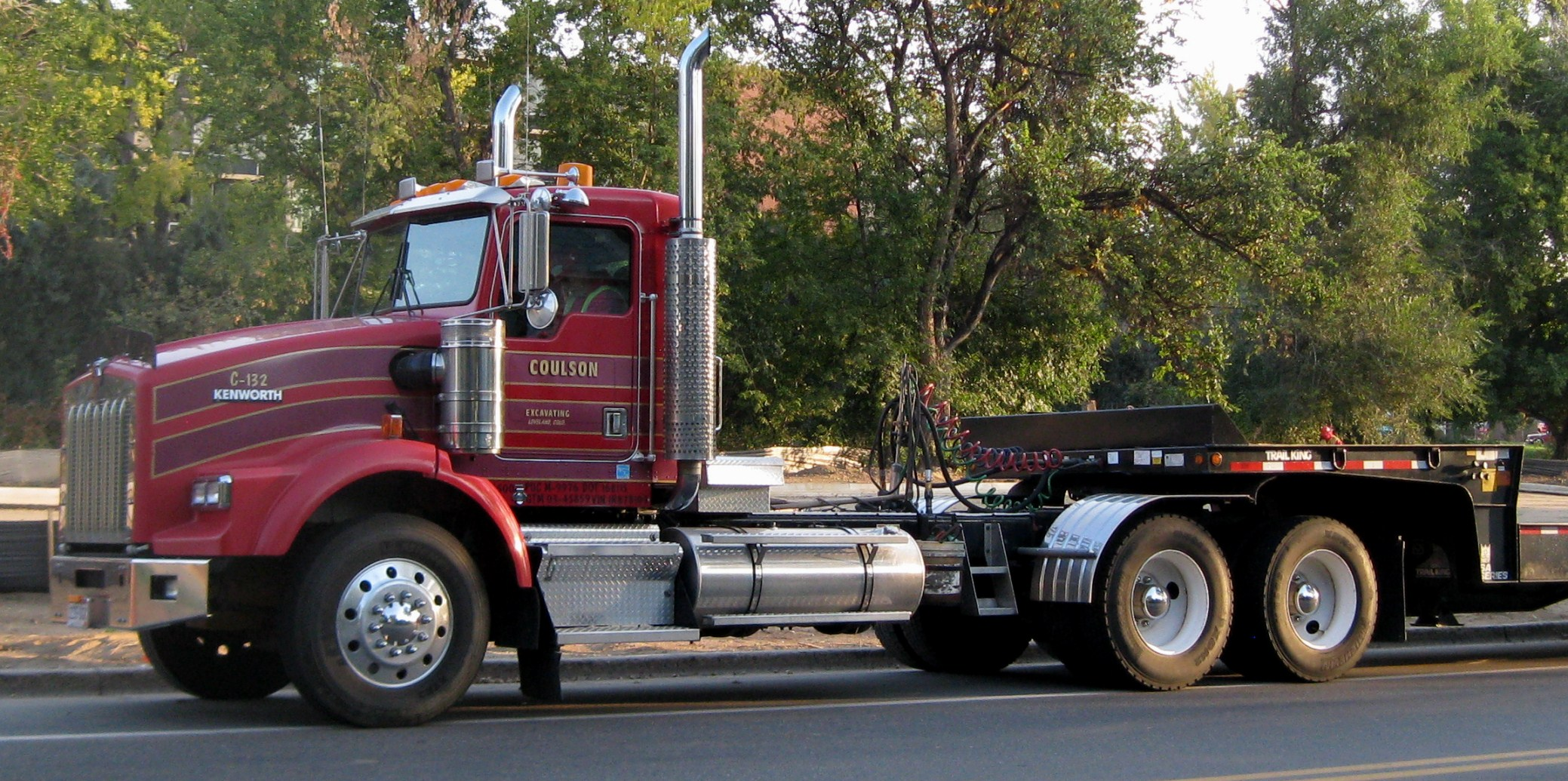
un Kenworth T800 tractocamión
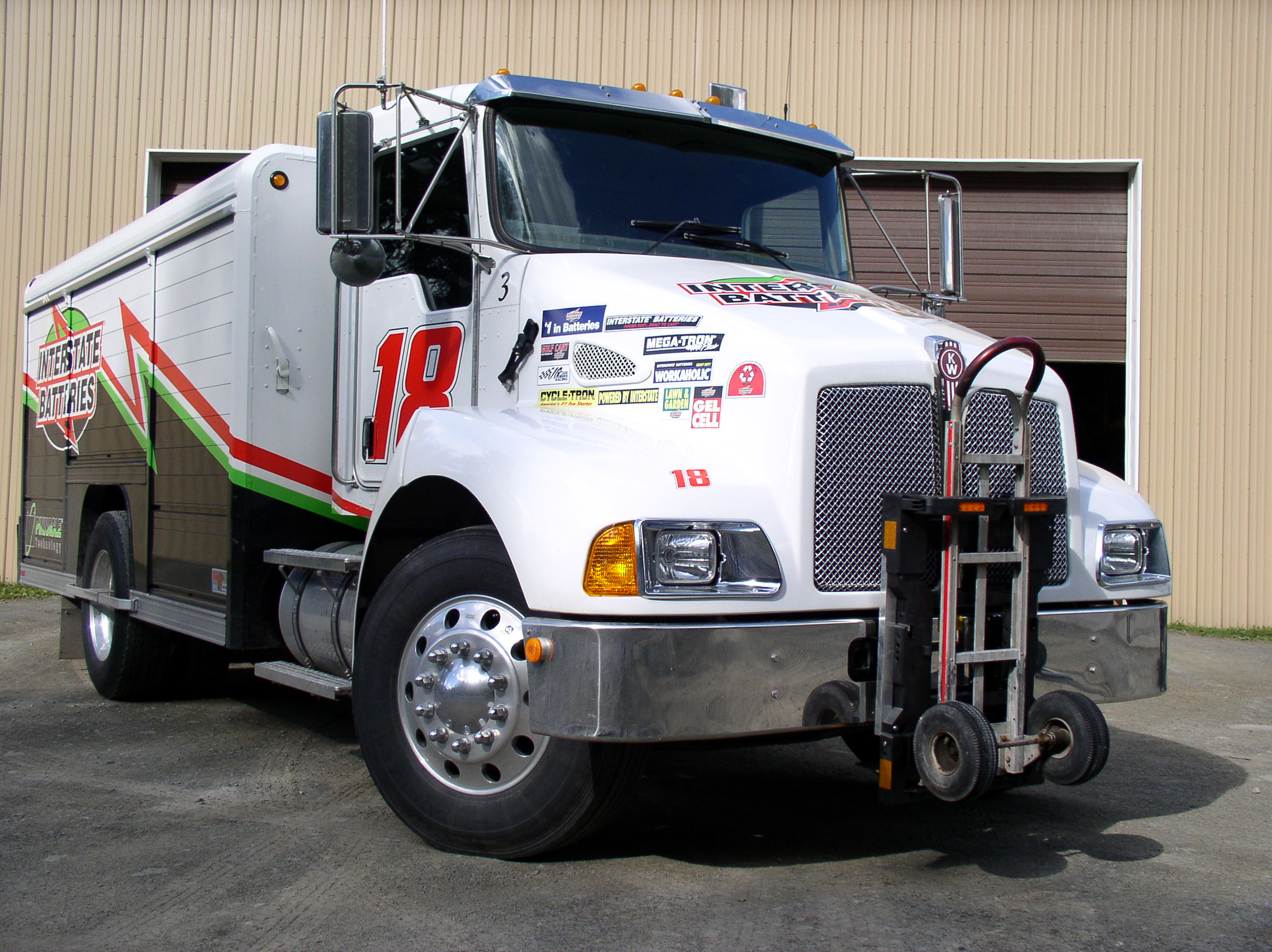
Kenworth T300 (de trabajo mediano)

## Ediciones especiales

### VIT (1976)
Para conmemorar el Bicentenario de los Estados Unidos en 1976, Kenworth presentó una edición limitada "VIT" (Very Important Trucker, lit.: Camionero muy Importante) para los W900 y K100. Cada línea de modelos se produjo con 50 unidades del VIT, cada uno de los cuales llevaba el nombre de un estado diferente de los EE. UU.
Es uno de los primeros Kenworth equipado con un dormitorio Aerodyne vertical (que permitía camas dobles y armarios para ropa), el interior estaba equipado con casi todas las opciones disponibles en un Kenworth, incluidos refrigeradores y hornillos.
Si bien, la edición "VIT" de 1976 fue un camión de producción limitada, Kenworth sigue utilizando el nombre VIT para indicar sus configuraciones interiores de mayor lujo.

### 007 Limited Edition (1989)
En 1989, un W900B apareció en la película Licencia para matar, de la franquicia de James Bond. Para mostrar su apariencia, Kenworth produjo un paquete de opciones "007 Limited Edition" para el W900B. Adoptando la misma decoración de pintura que el W900B de la película, el paquete de opciones estaba disponible para cualquier versión del W900B, lo que marca la introducción de la opción "capó extendido".
Además de la decoración, el paquete opcional incluía varias características distintivas, como el logo dorado de Kenworth y los emblemas de James Bond "007". El interior incluía una serie de elementos electrónicos, como una combinación de TV/VCR, un reproductor de casetes, un reproductor de CD (con CD que incluían bandas sonoras de las películas de James Bond) y un sistema de sonido de 8 altavoces y 300 vatios.
Coincidiendo con la 007 Limited Edition, la opción de capota extendida se ofreció a todas las versiones del W900B, pasando a ser el BBC W900L de 130 pulgadas.

### ICON900 (2015)
Con motivo del 25 aniversario del W900L, se lanzó un modelo de edición limitada, el ICON900. Este modelo estaba disponible en unidades limitadas y viene con casi todo el catálogo de "brightwork" cromado, así como con distintivos exclusivos para diferenciarse del W900L estándar.

### W900L Limited Edition (2023)
Para conmemorar el centenario de Kenworth, se ofreció una edición limitada W900L de únicamente 900 unidades durante la producción del 2023. Ofrecido con el Studio Sleeper de 86 pulgadas, el Flat Top de 72 pulgadas y la cabina diurna extendida, el interior fue actualizado al acabado Diamond VIT de edición limitada (en negro). En la guantera, cada unidad presentaba una insignia especial y su número de construcción secuencial. El paquete de opciones incluía la insignia "Kenworth 100" en el exterior del dormitorio, el sofá cama, los asientos, la visera solar y los protectores de escape. Se ofreció un diseño de franjas de pintura estilo "Centennial" como opción (en las cabinas dormitorio), con rieles de bastidor rojos y ruedas de diseño especial "Kenworth 100" incluidas como parte del exterior.
Junto con la edición limitada W900L, también se creó una edición exclusiva T680 para conmemorar el centenario de la empresa.

## En la cultura popular
El W900 y sus variantes han aparecido numerosas veces en cine y televisión. Una de las apariciones más famosas es en la película estadounidense Dos pícaros con suerte (junto a un Pontiac Trans Am) de 1977. De los tres W900, conducidos por Jerry Reed, un ejemplar es modelo 1973, mientras dos son 1974. El W900B aparece en la película Licencia para matar de James Bond de 1989, también, se ofreció como una edición limitada en conmemoración de la película. Varios W990, junto con algunos T680, se ven en la película Riesgo bajo cero del 2021.
En televisión, el W900 tuvo un papel central en varias apariciones. Claude Akins condujo un W900A de 1974 en color verde de dos tono, en la serie Movin' On. El W900 también apareció en el programa de televisión educativo francés C'est pas sorcier. Numerosos modelos B fueron destacados en la serie Camioneros del hielo de History.